# ابن یونس

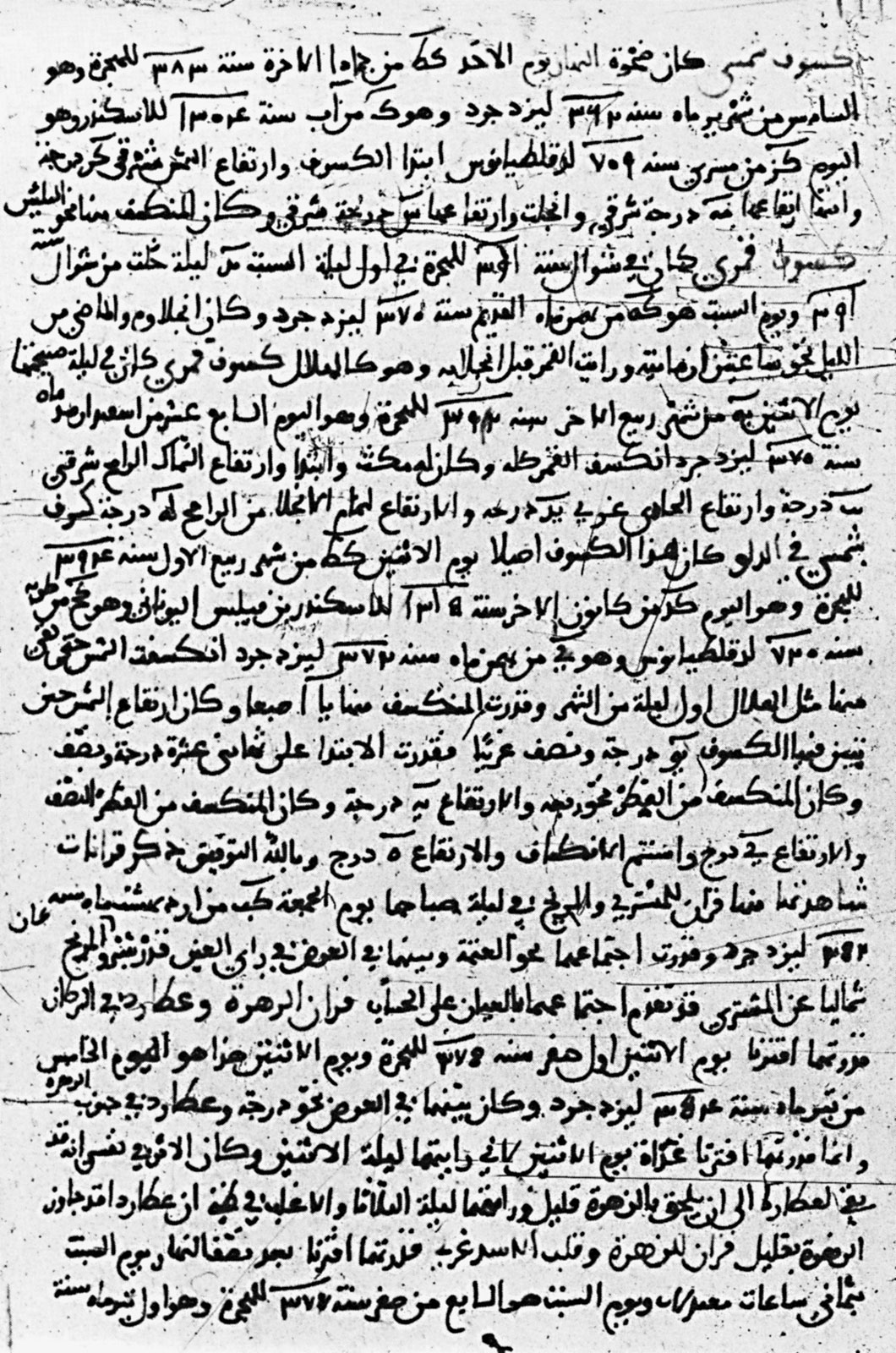
یادداشت‌های ابن یونس دربارهٔ خورشید گرفتگی ۹۹۳ و ۱۰۰۴ و همچنین ماه گرفتگی ۱۰۰۱ و ۱۰۰۲.

ابوالحسن علی بن عبدالرحمن بن احمد بن یونس صدفی مصرفی مشهور به ابن یونس (زاده ۳۲۹ خورشیدی - در گذشته ۳۸۸ خورشیدی) از مشهورترین اخترشناسان و ریاضی‌دانان مسلمان مصری بود که کارهایش در زمان خود به دلیل سر آمد بودن مورد توجه قرار گرفته است.

مشهورترین کار او در نجوم اسلامی، زیجی بنام زیج حاکمی (الزیج الکبیر الحاکمی) بود که در حدود سال ۳۷۹ خورشیدی تألیف شده است. این زیج که کتابچه‌ای از جدول‌های نجومی بود دارای اطلاعات رصدی بسیار دقیقی است.

دهانه‌ای در ماه به افتخار او ابن یونس نامگذاری شده است.